# Kenny vs. Spenny
Kenny vs. Spenny är ett kanadensiskt TV-program med Kenny Hotz och Spencer Rice. Hotz och Rice tävlar mot varandra med en ny utmaning i varje avsnitt. Den som förlorar tävlingen är tvungen att genomgå en förnedring som oftast väljs av vinnaren. Serien filmades i duons hemstad Toronto. Serien varade från 2003 till 2010 och avslutades med en julspecial. Trey Parker och Matt Stone, kända som skaparna av South Park, blev exekutiva producenter från och med den fjärde säsongen.